# تكييف الهواء

طريقة عمل المكيف.

النمطية وحدة تكييف الهواء المنزلية.

تكييف الهواء يشير إلى تبريد وتجفيف الهواء للراحة الحرارية. وفي أوسع معانيه، يمكن أن يشير المصطلح إلى أي شكل من أشكال التبريد، التدفئة، التهوية أو التطهير التي تغير حالة الجو. ومكيف الهواء هو جهاز، نظام، أو آلية مصممة لتحقيق الاستقرار في درجة حرارة الجو والرطوبة داخل منطقة (يستخدم في التبريد والتدفئة حسب صفة الهواء في وقت معين)، وعادة ما تستخدم دورة التبريد ولكن في بعض الأحيان يستخدام التبخر، الشائع أكثر في التبريد المريح في معظم المباني والسيارات.
من المعروف أن مفهوم تكييف الهواء، طبق في روما القديمة، حيث كان يتم تدوير المياه من خلال جدران بعض المنازل لتبريدها. تقنيات مماثلة في إيران في العصور الوسطى تضمنت استخدام خزانات وأبراج رياح لتبريد المباني خلال الموسم الساخن. تكييفات الهواء الحديثة ناتجة عن التقدم في الكيمياء خلال القرن التاسع عشر، وأول تكييف هواء كهربائي على نطاق واسع أخترعه في عام 1902 ويليس هافيلاند كارير.

## نبذة تاريخية
في حين أن انتقال الحرارة عن طريق آلية لتوفير تكييف الهواء هو اختراع حديث نسبيا، ولكن تبريد المباني ليس كذلك. أثرياء الرومان القدماء أحاطوا الجدران بقنوات مياة بتيريد منازلهم الفاخرة.
في القرن الثاني أخترع الصيني دينغ هوان من أسرة هان مروحة دوارة لتكييف الهواء، بسبع عجلات قطرها 3 أمتار (10 قدم) وتدار يدويا.، في 747، كان الإمبراطور شوانزونج (712-762) من أسرة تانغ (618-907) ولديه القاعة الباردة (تيان ليانج) التي بنيت في القصر الامبراطورى، كان يصفها تانغ يولين بأن بها مروحة تعمل بالطاقة المائية لتكييف الهواء، بالإضافة إلى صعود من النوافير. لاحقا وخلال أسرة سونغ (960-1279)، ذكرت مصادر مكتوبة ان مروحة تكييف الهواء الدوارة أستخدمت على نطاق واسع.
في العصور الوسطى في إيران كانت المباني تستخدم أوعية وأبراج رياح لتبريد المباني خلال الموسم الساخن: الأوعية (وهي أحواض كبيرة مفتوحة في وسط أفنية، وليست خزانات تحت الأرض) تجمع مياه الأمطار؛ وأبراج الرياح لها نوافذ يمكنها ألتقاط الرياح ودورات الرياح الداخلية وتوجه تدفق الهواء إلى داخل المبنى، عادة فوق الأوعية وخلال برج تبريد. ويتبخر ماء الأوعية، ويبرد هواء المبنى.
اخترعت التهوية في مصر في العصور الوسطى، وكانت تستخدم على نطاق واسع في العديد من المنازل في جميع أنحاء القاهرة خلال العصور الوسطى. وهذه التهوية وصفها بالتفصيل في وقت لاحق موفق الدين عبد اللطيف البغدادي في 1200، والذي أفاد أن كل منزل في القاهرة له جهاز تهوية، ويتكلفوا من 1 إلى 500 دينار ويتوقف ذلك على أحجامهم وأشكالهم. معظم أجهزة التهوية في المدينة كانت توجه نحو القبلة، كما كان في المدينة بصفة عامة.
في القرن السابع عشر، أثبت المخترع الألماني كورنيليوس دريبل ظاهرة «تحول الصيف إلى شتاء» لجيمس الأول من إنجلترا وذلك بإضافة الملح إلى الماء.
في 1820، اكتشف الباحث والمخترع البريطاني مايكل فاراداي أن ضغط وتسييل غاز النشادر يمكن ان يبرد الهواء عندما يسمح بتبخر الأمونيا المسالة. في 1842، استخدم طبيب ولاية فلوريدا جون جوري تكنولوجيا لعمل الجليد، استخدمها لتبريد الهواء لمرضاه في مستشفى في أباليشيكولا، بفلوريدا. كان يأمل في نهاية المطاف إلى استخدام ماكينة عمل الجليد لتنظيم درجة حرارة المباني. بل حتى تصور تكييف هواء مركزي بحيث يمكن أن يبرد مدن بأكملها. وبالرغم أن نماذجه سربت ونفذت بشكل غير منتظم، تم منح جوري براءة اختراع في عام 1851 لآلة صنع الثلج. اختفى أمله في النجاح بعد فترة وجيزة عندما توفي مديره المالي الممول له؛ ولم يحصل جوري على الأموال اللازمة لتطوير الجهاز. وفقا لكاتب سيرته، فيفيان م شيرلوك، لام «ملك الجليد»، تيودور فريدريك، لفشله، واشتبه في أن تيودور قد بدأ حملة تشويه ضد اختراعه. توفي الدكتور جوري فقيرا في 1855 وأختفت فكرة تكييف الهواء لمدة 50 عاما.
في الوقت المبكر من التطبيقات التجارية لتكييف الهواء كان يصنع لتبريد الهواء لعمليات الصناعية بدلا من الراحة الشخصية. أخترع في 1902 أول تكييف كهربائي حديث من قبل ويليس هافيلاند في سيراقوس في نيويورك. صمم لتحسين عملية التحكم في تصنيع وحدات الطبع، واختراعه للتحكم ليس فقط في درجة الحرارة وإنما أيضا الرطوبة. انخفاض الحرارة والرطوبة كانت تساعده في الحفاظ على ملائمة أبعاد الورقة وانحياز الحبر. في وقت لاحق طبقت تكنولوجيا كاريير لزيادة الإنتاجية في مكان العمل، وشكلت شركة كارير لمكيفات الهواء الأمريكية لتلبية الطلب المتزايد. وعلى مر الزمن استخدمت مكيفات الهواء في تحسين وسائل الراحة في المنازل والسيارات. وحدث توسع كبير في المبيعات السكنية في الخمسينات.
في عام 1906، استكشف ستيوارت دبليو كريمر من مدينة شارلوت في كارولينا الشمالية، الولايات المتحدة الأمريكية، السبل الكفيلة لتضيف رطوبة إلى الهواء في مصنع النسيج الذي يملكه. أصاغ كريمر مصطلح «تكييف الهواء»، واستخدامه في طلب الحصول على براءة اختراع التي قدمها في هذا العام باعتبارها تناظرية إلى «تكييف المياه»، وبعد ذلك كعملية معروفة في صنع منسوجات أسهل في التنفيذ. وأضاف الرطوبة والتهوية إلى «التكييف»، وغير الهواء في المصانع، والتحكم في الرطوبة الضرورية في مصانع النسيج. واعتمد ويليس كارير المصطلح وإدمجه في اسم شركته. وتبخر المياه في الهواء، لتوفير تأثير التبريد، يعرف الآن باسم التبريد التبخيري.
أستخدمت أول مكيفات الهواء والثلاجات غازات سامة أو قابلة للاشتعال مثل الأمونيا، كلوريد ميثيل، والبروبان الذي يمكن أن يؤدي إلى الحوادث القاتلة إذا تسربوا. أنشأ توماس ميدجلى الاب أول غاز كلوروفلوروكربون، غاز الفريون، في عام 1928. كان المبرد أكثر أمانا بالنسبة للبشر ولكن تبين فيما بعد انه مضر للغلاف الجوي واستنفاد طبقة الأوزون في الستراتوسفير. وشملت الآثار البيولوجية الناتجة عنه الزيادة في سرطان الجلد، والأضرار التي لحقت النباتات، والنقص في عوالق المحيطات.
فريون هي علامة تجارية لشركة دو بونت لأي كلوروفلوروكربون، مهدرج مركبات الكربون الكلورية فلورية (مركبات الكربون الهيدروكلورية فلورية، أو مركبات الهيدروفلوروكربون المبرد، واسم كل من بينها عدد يشير إلى التكوين الجزيئي (ار 11، س 12، س 22، آر - 134A). التركيبة الأكثر استخداما في التوسع المنزلي المباشر والتبريد المريح هي الهيدروكلوروفلوروكربون المعروفة باسم ار 12. وستتوقف تدريجيا في المعدات الجديدة بحلول عام 2010 وبالكامل بحلول عام 2020. آر - 12 هو التركيب الأكثر شيوعا في السيارات المستخدمة في الولايات المتحدة حتى عام 1994 عندما تحولت الغالبية إلى آر - 134A. آر 11 وآر 12 لم يعودوا يصنعنوا في الولايات المتحدة لهذا النوع من التطبيق، والمصدر الوحيد لشراء أجهزة التكييف هي تنظيف وتنقية الغاز المأخوذ من أنظمة تكييف الهواء الأخرى. تم تطوير العديد من المبردات لا تستنفد للأوزون كبدائل، منها R-410A، التي اخترعها هانيويل (سابقا AlliedSignal) في بافالو في نيويورك والتي تباع باسم Genetron (R) AZ-20 وكان كاريير هو أول من يستخدمها تجاريا تحت الاسم التجاري Puron.
يستمر الابتكار في مجال التكنولوجيات وتكييف الهواء، مع التركيز كبير الآن على كفاءة الطاقة، وتحسين نوعية الهواء الداخلي. الحد من آثار تغير المناخ هو أحد المجالات الهامة للابتكار، لأنه بالإضافة إلى انبعاثات غازات الدفيئة المرتبطة باستخدام الطاقة، مركبات الكربون الكلورية فلورية، ومركبات الكربون الهيدروكلورية فلورية ومركبات الهيدروفلوروكربون هما غازات دفيئة قوية إذا تسربوا إلى الغلاف الجوي. على سبيل المثال، أر 22 (المعروف أيضا باسم الهيدروكلوروفلوروكربون 22) لديه إمكانية للاحترار العالمي نحو 1,800 ثاني أكسيد الكربون (2)  وكبديل للمبردات التقليدية، أقترحت البدائل الطبيعية مثل أول أكسيد الكربون 2 (أر 744).

## تطبيقات تكييف الهواء

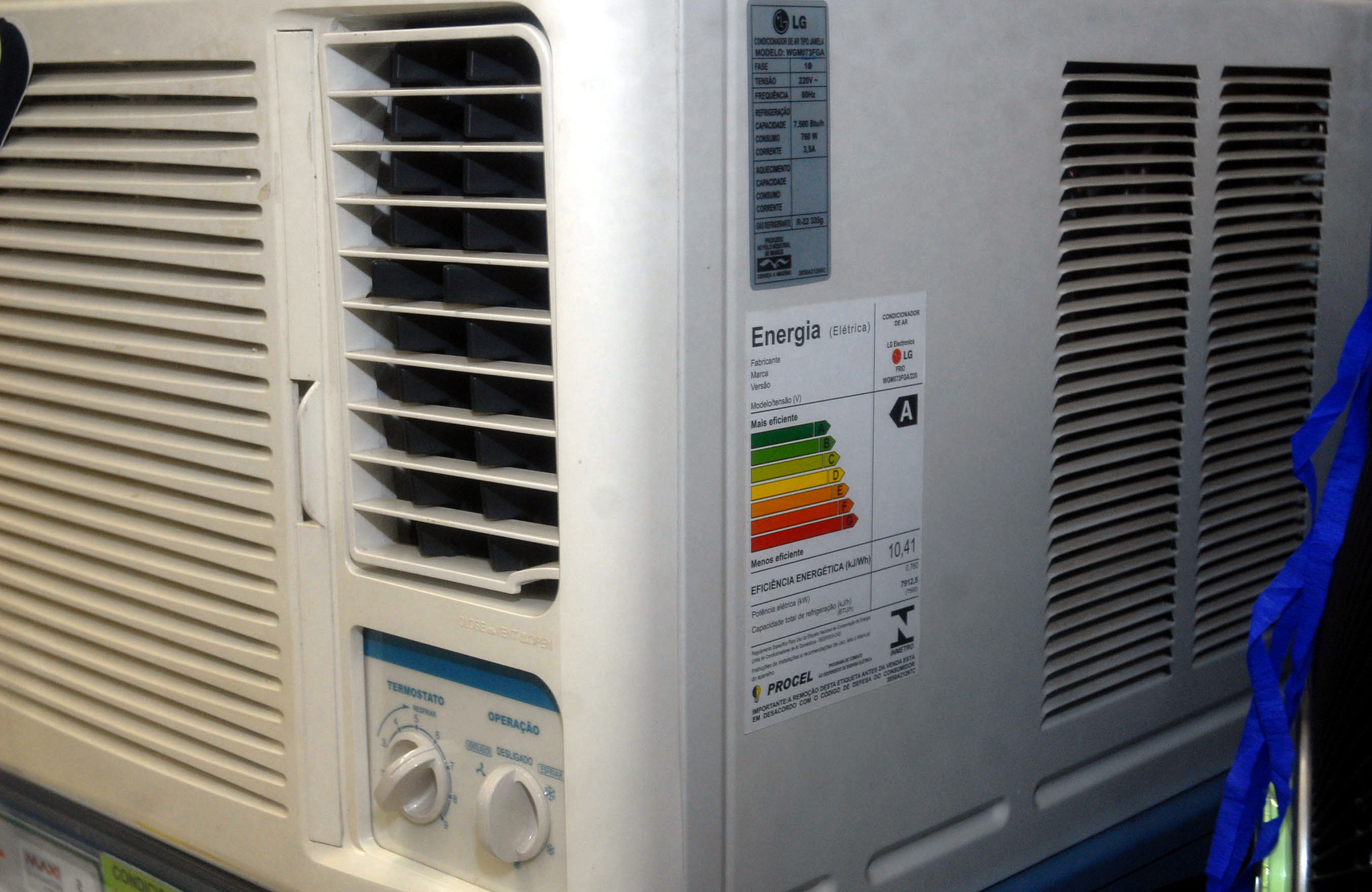
جهاز لتكييف الهواء.

يقسم مهندسين تكييف الهواء تطبيقات تكييف الهواء إلى تطبيقات راحة وأخرى عملية.
 تطبيقات الراحة  تهدف إلى توفير بيئة في المباني المغلقة تبقي ثابتة نسبيا في معدل يفضله البشر بالرغم من التغييرات في الجو الخارجي أو في
أحمال الحرارة الداخلية.
تكييف الهواء يجعل تخطيط المباني العميقة ممكنا، وإلا لكانوا تم بنائهم أضيق خفيفة الآبار أو بعمل ثقوب حتى تستقبل المساحات الداخلية الهواء الخارجي من خلال التهوية الطبيعية. يسمح أيضا تكييف الهواء أن تكون المباني أطول حيث ان سرعة الرياح تزيد مع الارتفاع، مما يجعل التهوية الطبيعية غير عملية لتلك البنايات الشاهقة. تطبيقات الراحة لمختلف أنواع المباني مختلفة إلى حد كبير ويمكن تصنيفها على النحو
- المباني السكنية منخفضة الارتفاع  وتشمل، منازل العائلة الواحدة، المباني ذات الطابقين، والمباني السكنية الصغيرة
- المباني السكنية الشاهقة، مثل مباني السكن الجامعي الطويلة والمباني السكنية
- المباني التجارية التي يتم بناؤها للتجارة، وتشمل المكاتب والمراكز التجارية ومراكز التسوق، والمطاعم، الخ.
- المؤسسات والمباني، التي تشمل المستشفيات الحكومية والأكاديمية، وما إلى ذلك.
- المساحات الصناعية حيث تنشد الراحة الحرارية العاملين.

بالإضافة إلى المباني يمكن استخدام تكييف الهواء في العديد من أنواع وسائل النقل مثل السيارات وغيرها من المركبات والقطارات والسفن والطائرات والمركبات الفضائية.
تطبيقات عملية  تهدف إلى توفير بيئة مناسبة للعملية التي تقام بصرف النظر عن الحرارة الداخلية والرطوبة والأحوال الجوية الخارجية. بالرغم من أن البيئة تكون في مستوى الراحة، ولكن تحدد الظروف احتياجات العملية وليس تفضيلات البشر. وتشمل التطبيقات العملية:
- غرف عمليات المستشفيات، وفيها ينقى الهواء لمستويات عالية للحد من مخاطر العدوى ويتم التحكم في الرطوبة للحد من جفاف المريض. على الرغم من درجات الحرارة في كثير من الأحيان تكون في مستوى الراحة، إلا أن بعض الإجراءات الخاصة مثل جراحة القلب المفتوح تتطلب درجات حرارة منخفضة (حوالي 18 درجة مئوية، 64 فهرنهايت)، ومثل الأطفال الرضع الذين يحتاجوا لدرجات الحرارة مرتفعة نسبيا (حوالي 28 درجة مئوية (82 فهرنهايت).
- غرف الأبحاث التي تنتج الدوائر المتكاملة، والأدوية، وما شابه ذلك، حيث مستويات عالية جدا من نظافة الهواء والتحكم في درجة الحرارة والرطوبة اللازمة لنجاح العملية.
- مرافق تربية الحيوانات المختبرية. وبما أن العديد من الحيوانات تتكاثر عادة في فصل الربيع فقط، يتم احتجازهم في غرفة تشبه ظروفها فصل الربيع طوال السنة فيمكن أن يتكاثروا على مدار السنة.
- تكييف هواء الطائرات. وإن كان شكليا، يهدف إلى توفير الراحة للمسافرين ومعدات التبريد، يشكل تكييف الهواء الطائرات تحديا من نوع خاص بسبب تغيير

ارتفاع الكثافة المرتبط بالتغيرات في ارتفاع الرطوبة ودرجة حرارة الهواء الخارجي [مبهم]
- مراكز البيانات
- مصانع النسيج
- مرافق الاختبار البدني
- النباتات الزراعية ومناطق الزراعة
- المنشآت النووية
- المختبرات الكيميائية والبيولوجية
- المناجم
- البيئات الصناعية
- طهي المواد الغذائية ومناطق تصنيعها

في كلا من تطبيقات الراحة والعملية قد يكون الهدف ليس فقط التحكم في درجة الحرارة، ولكن أيضا الرطوبة ونوعية الهواء والحركة الجوية من مكان إلى مكان.

## التحكم في الرطوبة

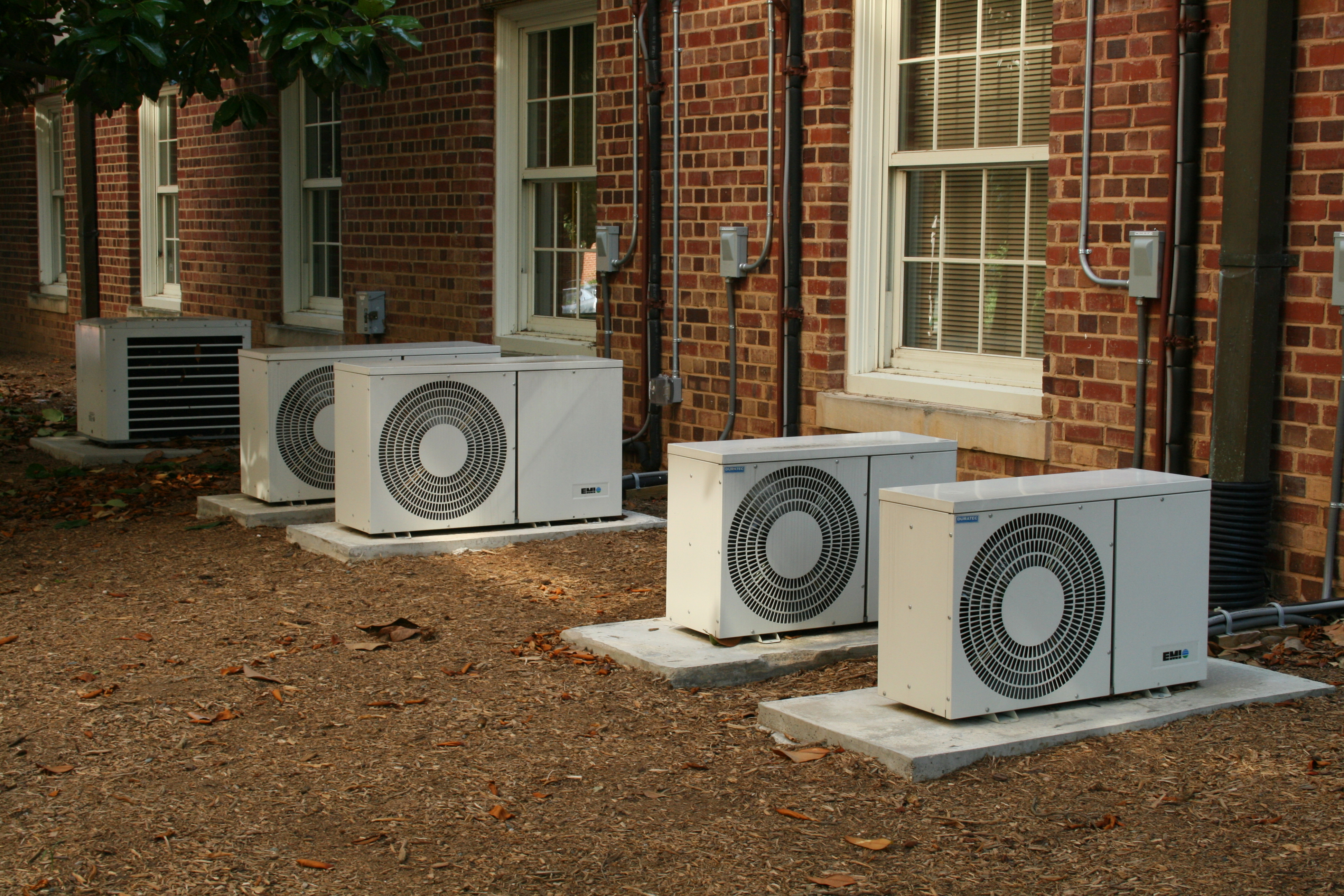
وحدات تكييف الهواء خارج مبنى يضم فصولا دراسية في جامعة نورث كارولينا في تشابل هيل، نورث كارولينا.

عادة ما تقلل معدات تبريد وتكييف الهواء من رطوبة الجو المعالج بواسطة النظام. ملف المبخر البارد نسبيا (أقل من درجة تكثف) يكثف بخار الماء من الهواء المعالج، (مثل الثلج والمشروبات الباردة التي تكثف الماء على السطح الخارجي للزجاج)، وترسل الماء إلى مجرى ويزيل بخار الماء من المكان المبرد ويقلل الرطوبة النسبية. لأن البشر يفرزون العرق لتوفير التبريد الطبيعي فتبخر العرق من الجلد يحسن الهواء الجاف (إلى حد ما). تكييف هواء الراحة يهدف لعمل 40 ٪ إلى 60 ٪ من الرطوبة النسبية في المكان. في مؤسسات تجارة التجزئة تعمل خزائن التبريد العملاقة المفتوحة بدور فعال للغاية كوحدات لتجفيف الهواء.
وثمة نوع محدد من مكيفات الهواء يستخدم فقط في التجفيف يسمى مزيل الرطوبة. ويختلف مزيل الرطوبة عن تكييف الهواء العادي في أن كل من المبخر وملفات المكثف موضوعين في نفس المسار الجوي، والوحدة بأكملها موضوعة في البيئة المراد تكيفها (في هذه الحالة تجفيفها)، بدلا من الحاجة لملف مكثف يكون في الهواء الطلق. وجود ملف المكثف في نفس المسار الجوي حيث ينتج ملف المبخر الحرارة، ويجفف الهواء. يوضع ملف المبخر (البارد) أولا في طريق الهواء، ليجفف الهواء كما تفعل أجهزة تكييف الهواء العادية. يمر الهواء القادم حول الملف المكثف ليسخن الهواء المجفف الآن. علما بأن مصطلحي «ملف المكثف» و«ملف المبخر» لا بشيروا إلى سلوك الماء في الهواء لأنه يمر فوق كل ملف ويشيروا بدلا من هذا إلى مراحل دورة التبريد. وجود ملف المكثف في مسار الهواءالرئيسي وليس في مسار خارجي منفصل، (كما في أجهزة تكييف الهواء العادية) يترتب عليه نتيجتين - تسخين الهواء الناتج بدلا من تبريده، وقدرة وضع الوحدة في أي مكان في البيئة لتكييفه، دون حاجة إلى أن يكون المكثف في الهواء الطلق.
على عكس تكييف الهواء العادي، مزيل الرطوبة سوف يسخن الغرفة مثل السخانات الكهربائية التي تسحب نفس الكمية من الطاقة (واط) مثل مزيل الرطوبة. تكييف الهواء ينقل الطاق خارج الغرفة بواسطة ملف المكثف، والذي تقع خارج الغرفة (في الهواء الطلق). هذا هو النظام الحرارية فيها الغرفة بمثابة نظام الطاقة وتحويلها من النظام. على العكس مع مزيل الرطوبة، أي نقل الطاقة الحرارية من نظام (الغرفة)، لأن وحدة تكييف الهواء (مزيل الرطوبة) تماما داخل الغرفة. ولذلك كل من الطاقة المستهلكة من قبل مزيل الرطوبة هي الطاقة التي هي مدخلات النظام الحرارية (الغرفة)، ويبقى في القاعة (الحرارة). وبالإضافة إلى ذلك، إذا كانت مكثفة تمت إزالة المياه من الغرفة، ومقدار الحرارة اللازمة لغلي الماء التي أضيفت إلى القاعة. هذا هو عكس المياه مشيرا إلى الغرفة مع برودة التبخر.
مزيلات الرطوبة وعادة ما يستخدم في البرد والرطوبة والاجواء لمنع العفن النمو داخل منازلهم، وخصوصا في الطوابق السفلية. لأنها تستخدم أحيانا في حار رطب الاجواء لراحة لأنها تقلل من الرطوبة التي تسبب عدم الراحة (كما منتظم أجهزة تكييف الهواء، ولكن من دون تبريد الغرفة.
الهندسة الفيزيائية والخواص الحرارية للغاز بخار المزائج اسم قياس الرطوبة.

## الآثار الصحية
هناك سوء في صيانة نظام تكييف الهواء في بعض الأحيان يمكن تعزيز نمو وانتشار الكائنات الدقيقة، مثل فيلقية مستروحة، جراثيم المسؤولة عن Legionnaires المرض، أو thermophilic actinomycetes ـ، ولكن ما دام يحتفظ مكيف الهواء النظيف هذه الصحية مخاطر يمكن تجنبها. على العكس من ذلك، تكييف الهواء، بما في الترشيح، والترطيب والتبريد والتطهير، وما إلى ذلك، يمكن استخدامها لتوفير نظيفة وآمنة، hypoallergenic الاجواء في المستشفى وغرف العمليات وغيرها من البيئات التي يكون فيها المناخ الملائم أمر حيوي لسلامة المرضى ورفاههم. تكييف الهواء يمكن أن يكون له أثر إيجابي على من يعانون من الحساسية والربو. 
الخطير في موجة الحر ق، وتكييف الهواء، ويمكن أن ينقذ حياة المسنين. بعض السلطات المحلية حتى العام إنشاء مركز للتبريد ق لصالح هذه بدون تكييف الهواء في الداخل.

## استخدام الطاقة
وتجدر الإشارة إلى أن ديناميكي حراري في نظام مغلق، أي الطاقة ومدخلات النظام الذي يجري الحفاظ على درجة حرارة مجموعة (الذي هو واسطة لتشغيل مكيفات الهواء الحديثة) تشترط أن رفع سعر الطاقة من أجهزة تكييف الهواء الزيادات. هذه الزيادة التي تفيد بأن لكل وحدة من وحدات الطاقة والمدخلات في نظام الحكم ويقول مصباح كهربائي في نظام مغلق) وهذا يتطلب تكييف الهواء لإزالة الطاقة. ولكي نفعل ذلك يجب تكييف الهواء وزيادة استهلاكها من قبل العكسية من كفاءتها مرات مدخلات الطاقة. وكمثال على ذلك، تفترض أن في داخل نظام مغلق من 100 واط تنشيط المصباح الكهربائي، وأجهزة تكييف الهواء لديه كفاءة 200 ٪. تكييف الهواء استهلاك الطاقة سيزداد بنسبة 50 واط للتعويض عن ذلك، مما يجعل دبليو 100 مصباح كهربائي استخدام ما مجموعه 150 واط من الطاقة.
ومن المعتاد لتشغيل مكيفات الهواء في «الكفاءات» أكبر بكثير من 100 ٪. 20&lt;Q2 Q2≤30ولكن تجدر الإشارة إلى أن مساهمة (الكهرباء) والطاقة الحرارية العالية الجودة من الإنتاج الذي يعتمد أساسا على الطاقة الحرارية (تبديد الحرارة)، انظر معامل الأداء.

## السيارات ومكيفات الهواء
صممت نظم تكييف الهواء لتسمح للسائق والركاب بالشعور بالمزيد من الراحة أثناء الرطوبة غير المريحة أو الرحلات الساخنة في سيارة. السيارات في المناخات الحارة غالبا تكون مزودة بتكييف الهواء. كان هناك الكثير من النقاش والجدال حول ما استخدام جهاز لتكييف الهواء يخفض كفاءة الوقود للسيارة. العوامل مثل مقاومة الريح والديناميكا الهوائية وقوة المحرك والوزن لابد من مراعاتها في تقييم استخدام نظام تكييف الهواء في السيارة . كما درست عوامل أخرى قد تؤثر على محرك الاحتراق الداخلي وارتفاع درجة حرارة المحرك يمكن أن يكون لها تأثير على نظام تبريد السيارة.
فإن شركة باكارد السيارات هي أول مصنع لبناء السيارات ومكيفات الهواء في السيارات، ابتداء من عام 1939. ومكيفات الهواء وهذه هي أصلا اختيارية، ويمكن تركيبها بتكلفة إضافية نحو 270 دولار (حوالي 4,050 دولار في عام 2007) 
وقد عرضت شركة جنرال موتورز جهازا لتكييف الهواء ابتداء من 1954 مع بونتياك V8 في نماذج السيارات ومكيفات الهواء ولكن لم يصبح حقا شائعا حتى السبعينات والثمانينات من القرن الماضي الميلادي.

## مكيفات الهواء المتنقلة
تكييف الهواء المحمول هو الذي له عجلات ويمكن نقله بسهولة داخل المنزل أو المكتب. وهم متاحين حاليا مع قدرات مع القدرات ما يقرب من 6,000 إلى 60,000 وحدة حرارية / ساعة (1,800 إلى 18,000 واط) ومع أو بدون سخانات المقاومة الكهربائية. مكيفات الهواء المحمولة تأتي في شكلين، split وhose. مبردات التي تسمى أحيانا مكيفات، هي أيضا المحمولة.
تبريد الهواء المحمولة مكيفات الهواء ضاغط على أساس نظام التبريد التي تستخدم لتبادل وحرارة الهواء، وبنفس الطريقة التي سيارة نموذجية أو أجهزة تكييف الهواء المنزلية. مع هذا النوع من النظام جفف الهواء كما هو تبريد. وهي تجمع المياه المكثفة من الهواء المبرد، وينتج هواء ساخن يجب تنفيسه خارج المنطقة المبردة (ينقل الحرارة من الهواء في المنطقة المبردة إلى الهواء الذي يجب تنفيسه).
وهناك انقسام نظام داخلي وحدة متصلة على عجلات في الهواء الطلق وحدة عبر أنابيب مرنة، مماثل لتركيب وحدة دائمة ثابتة.
نظم خرطوم، والتي يمكن في الجو وMonoblock، لتنفيس الهواء الخارجي عبر انابيب. "monoblock" صيغة تجمع المياه في دلو أو علبة، وعندما تتوقف بالكامل. فإن الجو النسخة إعادة يتبخر الماء والتصريف من خلال أنبوبي خرطوم، ويمكن تشغيلها بصورة مستمرة.
أنبوب واحد وتوجه وحدة جوية خارج القاعة لتبريد المكثف لها، ثم الفتحات خارج. في هذا الجو يحل محله الهواء الساخن أو غيره من خارج الغرف، مما يقلل من كفاءتها. الحديث عن وحدات تشغيل ما يقرب من 1 إلى 3، أي نسبة، لإنتاج 3 كيلوواط التبريد هذا سوف تستخدم 1 كيلوواط من الكهرباء. ألف وحدة مزدوجة أنابيب الهواء من الخارج وتوجه الهواء لتبريد المكثف لها، بدلا من من داخل القاعة، وبالتالي هي أكثر كفاءة من معظم أنابيب الهواء وحدة واحدة.
التبخر ومبردات الهواء، وتسمى أحيانا المستنقعات ومكيفات الهواء، وليس لديها ضاغط أو المكثف. تبخر الماء السائل على زعانف التبريد وإطلاق تبريد البخار في المنطقة. انحسار المياه تمتص كمية كبيرة من الحرارة، والحرارة الكامنة التبخرة، تبريد الهواء البشر والحيوانات الأخرى استخدام نفس آلية لتهدئة أنفسهم التعرق. العيوب هي أنه ما لم المحيطة الرطوبة منخفضة (جافة المناخ) ويقتصر التبريد وتبريد الهواء الرطبة جدا ويمكن أن يشعر ندي. وميزتها أنها لا تحتاج إلى خراطيم للتنفيس تبريد الحرارة خارج المنطقة، مما يجعلها حقا المحمولة، وأنها رخيصة جدا لتركيب واستخدام طاقة أقل مما refrigerative مكيفات الهواء.

## مضخات الحرارة
مضخة الحرارة هو تعبير عن نوع من مكيفات الهواء التي التبريد دورة قادرة على عكسه، وبدلا من أن تنتج الحرارة الباردة في البيئة المغلقة. وهي أيضا يشار إليها، وتسويقها على النحو، وعكس اتجاه دورة تكييف الهواء. جهاز لتكييف الهواء التي تستخدم في هذه الطريقة لإنتاج الحرارة بشكل ملحوظ أكثر كفاءة من المقاومة الكهربائية للتدفئة. بعض ملاك المنازل انتخاب لدينا نظام تركيب المضخات الحرارية، وهو في الواقع مجرد المركزية لتكييف الهواء مع ضخ الحرارة وظيفة (عكس دورة التبريد في الشتاء). عندما ضخ الحرارة تمكين، ومفاتيح البيوت المبخر الملف الأدوار ويصبح الملف condensor تنتج الحرارة. في الهواء الطلق condensor حدة مفاتيح الأدوار بمثابة المبخر، وينتج الهواء البارد (أبرد من الجو المحيط في الهواء الطلق).
مضخات الحرارة أكثر شيوعا في فصل الشتاء حيث اعتدال درجات الحرارة في كثير من الأحيان في حدود 40-55 ° واو (4-13 درجة مئوية)، ومضخات الحرارة لان تصبح غير فعالة أكثر في البرد القارس. ويرجع هذا إلى مشكلة في الهواء الطلق الوحدة الملف تشكيل الجليد الذي يمنع تدفق الهواء فوق الملف. للتعويض عن ذلك، يجب على منظومة ضخ الحرارة مؤقتا التحول إلى طريقة منتظمة لتكييف الهواء في الهواء الطلق المبخر تحويل الملف إلى كونه condensor الملف حتى يمكن أن تصل الحرارة وإزالة الجليد. وهناك نظام ضخ الحرارة لذلك سيكون شكلا من أشكال المقاومة الكهربائية للتدفئة في الهواء الطريق الذي لا يعمل إلا في هذا الوضع من أجل تعويض مؤقت لتكييف الهواء، الأمر الذي من شأنه أن يولد خلاف ذلك غير مرغوب فيه من الهواء البارد في فصل الشتاء. فإن المشكلة تصبح تثليج أكثر انتشارا بكثير في الهواء الطلق مع انخفاض درجات الحرارة، لذلك مضخات الحرارة عادة تثبيت جنبا إلى جنب مع أكثر تقليدية للتدفئة، مثل الغاز الطبيعي أو النفط في الفرن، الذي يستخدم بدلا من ضخ الحرارة خلال فصل الشتاء أقسى درجات الحرارة. في هذه الحالة، وتستخدم مضخة الحرارة بكفاءة خلال اعتدال درجات الحرارة، وتحول إلى النظام التقليدي مصدر الحرارة في الهواء الطلق عند درجة حرارة أقل.
بعض أغلى نافذة وحدات تكييف الهواء والحرارة وظيفة المضخة. بيد أن وحدة نافذة لديها «حرارة» اختيار ليس بالضرورة بسبب الحرارة ضخ استخدام بعض الوحدات الكهربائية المقاومة للحرارة عند التسخين هو المطلوب. وحدة الحرارة الحقيقية التي سيتم ضخ الوظيفية جاء في الأدب تعبير «ضخ الحرارة».

## الهيئات المهنية

### الجمعية الأمريكية لمهندسي التكييف والتبريد والتدفئة
ASHRAE (الجمعية الأمريكية لمهندسي التكييف والتبريد والتدفئة) وهي منظمة مكرسة للنهوض بتكولوجيا التحكم بالبيئة المغلقة في التدفئة والتهوية وتكييف الهواء. تأسست ASHRAE في عام 1894 لتكون بمثابة مصدر المعايير والمبادئ التوجيهية التقنية. ومنذ ذلك الوقت، نمت في مجتمع دولي ووفرت معلومات تثقيفية ودورات وحلقات دراسية، وتوجيه مهني، ومنشورات. وتشجع المنظمة أيضا دستور لقواعد السلوك للعاملين في مجالات التدفئة والتهوية والتبريد وتوفر الاتصال مع الجمهور. ويقع مقرها في أتلانتا، بولاية جورجيا.

### المعهد الأسترالي للتكييف والتبريد والتدفئة
المعهد الأسترالي للتكييف والتبريد والتدفئة (AIRAH تأسس في عام 1920 ويضم حاليا حوالي 10,000 عضو. AIRAH هو المسؤول الأسترالي أمانة المعهد الدولي للتبريد وتعاونا وثيقا مع الجمعية الأمريكية للتدفئة والتبريد والتكييف المهندسين (ASHRAE).

### الميكانيكية وتكييف الهواء ونقابة المقاولين من أستراليا
تكييف الهواء والميكانيكية نقابة المقاولين من أستراليا (AMCA هي رابطة صناعة الأمة واسعة مخصصة لتمثيل وخدمة أجهزة تكييف الهواء والميكانيكية وصناعة الخدمات في أستراليا. أعضاء AMCA تصميم وتركيب وتقديم خدمة مستمرة في تكييف الهواء وأنظمة التهوية الميكانيكية.

### مقاولين تكييف الهواء في أمريكا
مقاولين تكييف الهواء في أمريكا هي منظمة كبيرة الأمريكية HVACR المهنيين. لديهم أكثر من أربعة آلاف من أعضاء والمواثيق الفرد في كل ولاية.